# Marc Foucan
Marc Foucan (ur. 14 października 1971) – francuski lekkoatleta, specjalizujący się w biegu na 400 m. 

## Najważniejsze osiągnięcia
| Rok  | Rodzaj zawodów            | Miasto  | Konkurencja        | Miejsce | Wynik   |
| ---- | ------------------------- | ------- | ------------------ | ------- | ------- |
| 1999 | Mistrzostwa Świata        | Sewilla | Sztafeta 4 x 400 m | 4.      | 3:00,59 |
| 2000 | Igrzyska Olimpijskie      | Sydney  | Sztafeta 4 x 400 m | 5.      | 3:01,02 |
| 2002 | Halowe mistrzostwa Europy | Wiedeń  | Bieg na 400 m      | 6.      | 47,40   |
| 2002 | Halowe mistrzostwa Europy | Wiedeń  | Sztafeta 4 x 400 m | 2.      | 3:06,42 |

## Rekordy życiowe
- Bieg na 200 m – 20,74 (1999)
- Bieg na 300 m – 31,96 (1999) rekord Francji
- Bieg na 400 m – 45,31 (1999)
- Bieg na 200 m (hala) – 20,84 (1999)

Podczas Halowych Mistrzostw Świata (Maebashi 1999) francuska sztafeta 4 x 400 m (w składzie : Foucan, Emmanuel Front, Bruno Wavelet, Fred Mango) zajęła 6. miejsce ustanawiając nieaktualny już rekord kraju – 3:06,37.